# Stadio Matusa
Lo stadio comunale, più noto come stadio Matusa, fu un impianto sportivo multifunzione italiano di Frosinone.
Inaugurato nel 1932, fu utilizzato a lungo come impianto interno del Frosinone Calcio.
Dismesso nel 2017, in tale data fu demolito e riadattato a parco sportivo pubblico; della vecchia struttura rimane solo la tribuna che dava il nome allo stadio, storicamente occupata dalla tifoseria più accesa del club.
Un tempo principale impianto cittadino, le sue funzioni sono state ereditate dal nuovo stadio Benito Stirpe.

## Storia

### Costruzione e evoluzione
Costruito nel 1932 su progetto dell'ingegner Edgardo Vivoli, l'impianto originario consisteva in un semplice campo erboso, del tutto privo di spalti e recintato da una semplice staccionata.

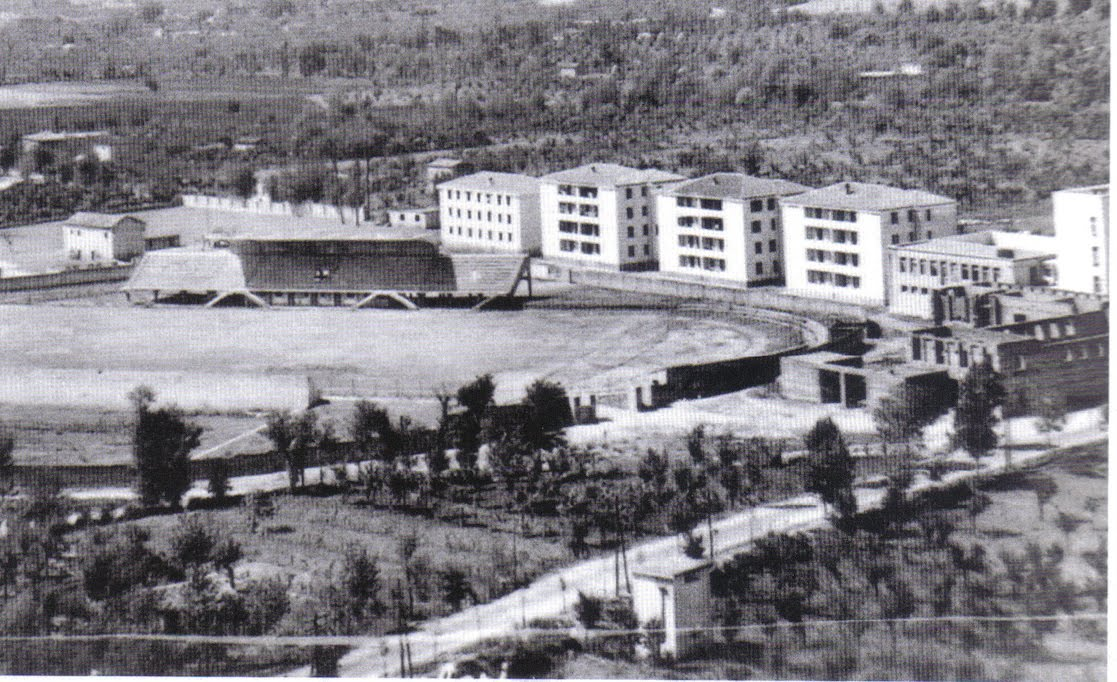
Lo stadio fotografato nel secondo dopoguerra: si nota la presenza della sola tribuna centrale coperta.

Alla fine degli anni 1930 il campo venne dotato di una prima tribuna scoperta laterale. Nel secondo dopoguerra, a seguito dell'edificazione di alcune palazzine popolari del piano INA-Casa lungo la via Marittima, il terreno di gioco dovette essere leggermente spostato, continuando comunque ad insistere nella medesima area.
Col passare degli anni lo stadio, sorto in una zona all'epoca periferica e scarsamente antropizzata, finì per essere "fagocitato" dall'espansione urbana di Frosinone, trovandosi presto serrato in una selva di palazzine ad uso residenziale.

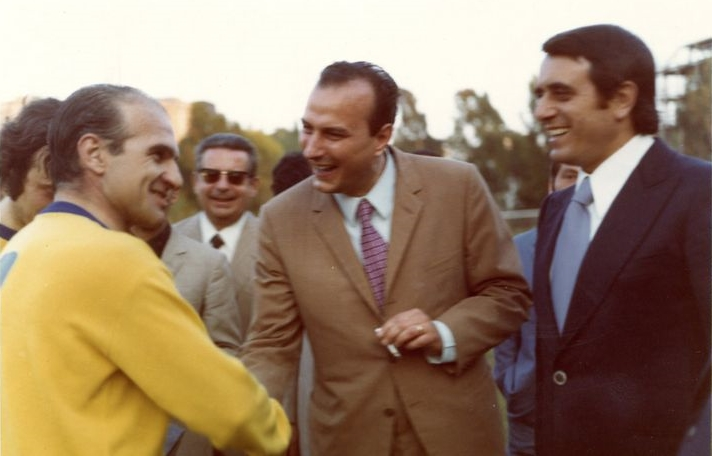
Sandro Ciotti, ex giocatore gialazzurro, in amichevole sul campo del Matusa (24/3/77)

Nel 1949 la tribuna centrale venne dotata di una tettoia (dal punto di vista strutturale, un semiarco di cemento che parte dalle fondamenta dietro la tribuna e sporge al di sopra di essa) e fu edificato un ulteriore settore di spalti (i distinti) prospiciente ad essa. Successivamente per alcuni decenni non furono effettuati ulteriori interventi, sicché la struttura iniziò presto a manifestare una certa obsolescenza. Per via di ciò, agli inizi degli anni 1970, il giornalista locale Luciano Renna soprannominò l'impianto Matusa: tale nomignolo ebbe larga diffusione, arrivando ad essere de facto adottato in via preferenziale per designare lo stadio.
Alla fine degli anni 1970 lungo i lati corti del campo vennero costruite due ulteriori gradinate (le curve): per praticità ed economia esse vennero realizzate con una struttura tubolare metallica non permanente.

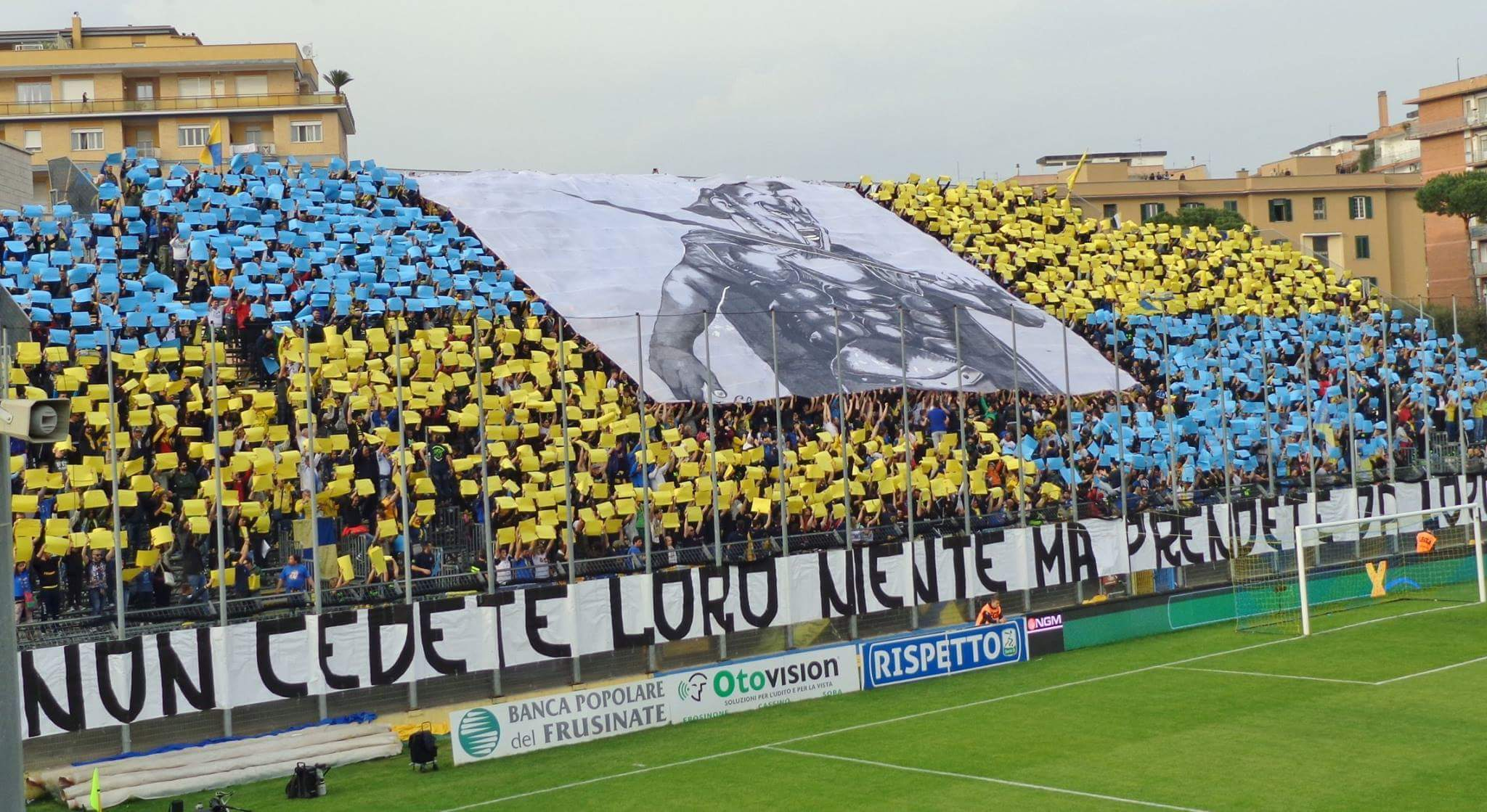
Coreografia dei tifosi ciociari in occasione del derby - del 14 aprile 2015

A seguito della promozione in Serie C1 del Frosinone, nel 1987 la capienza dello stadio fu portata a 10.000 spettatori, ampliando in particolare il settore dei distinti. La capienza fu poi quasi dimezzata negli anni successivi, allorché i gialloblù retrocedettero in Serie D. Nel giugno 2006, a seguito della promozione in Serie B del Frosinone, l'impianto passò da 5 600 a 9 680 posti (il surplus fu ricavato ampliando la tribuna centrale coperta, i distinti e le due curve).
Il record di spettatori in una partita interna del Frosinone risale al campionato di Serie C1 1988-1989 con circa dodicimila spettatori per l'incontro Frosinone-Campobasso.

### Ultimi sviluppi e destino finale
A seguito della promozione in Serie A del Frosinone, il 16 maggio 2015 la società e il comune concordarono di trasferire il terreno di gioco allo stadio Benito Stirpe (anche noto come stadio Casaleno, dal nome del quartiere cittadino in cui è ubicato), costruito a partire dalla seconda metà degli anni Ottanta, ma rimasto incompiuto e poi impiegato come campo di allenamento.
In attesa della conclusione dei lavori, il Frosinone ha continuato a giocare nell'impianto di via Marittima, su cui erano stati praticati alcuni adeguamenti: 
- aumento della capienza del settore distinti di 320 posti;
- installazione di nuove postazioni per la stampa in tribuna centrale;
- ampliamento degli spogliatoi;
- edificazione di una piccola struttura da usare come sala stampa;
- aumento dei tornelli all'ingresso di ogni settore;
- interventi sulla curva sud, che viene riservata ai tifosi ospiti;
- potenziamento del sistema di illuminazione;
- miglioramento dei punti di ristoro.

La capienza dell'impianto arrivò così a 10 000 posti a sedere, inferiori agli standard del massimo campionato, ma sufficienti per ottenere dalla Lega Serie A una deroga provvisoria (di durata annuale) per continuare ad usufruirne.
Al termine della stagione 2016-2017, lo stadio comunale è stato chiuso e progressivamente demolito (ad eccezione della tribuna centrale, riadattata a spazio per eventi) facendo spazio ad un nuovo parco urbano. Il 15 giugno 2017 esso è stato "salutato" ufficialmente per l'ultima volta dai suoi tifosi con una cerimonia svoltasi all'interno del rettangolo di gioco.

## Parco
Nel novembre 2018 viene ufficialmente inaugurato il "Parco del Matusa": del vecchio stadio è stato mantenuto, oltre il campo, esclusivamente la tribuna storica denominata "Matusa". Il parco è stato dotato di pista ciclabile e zona pattinaggio, per incentivarne la frequentazione per passeggio e pratiche sportive.
Con l'inaugurazione è stata anche ufficializzata la gestione del parco da parte della società privata Iniziative Editoriali s.r.l., a seguito della vittoria del Bando inaugurato dal Comune di Frosinone.

## Dati tecnici
Lo stadio presentava una struttura composita a pianta rettangolare. Gli spalti (capaci di un totale di 10 000 posti) si articolavano in quattro settori separati, costruiti a momenti alterni:

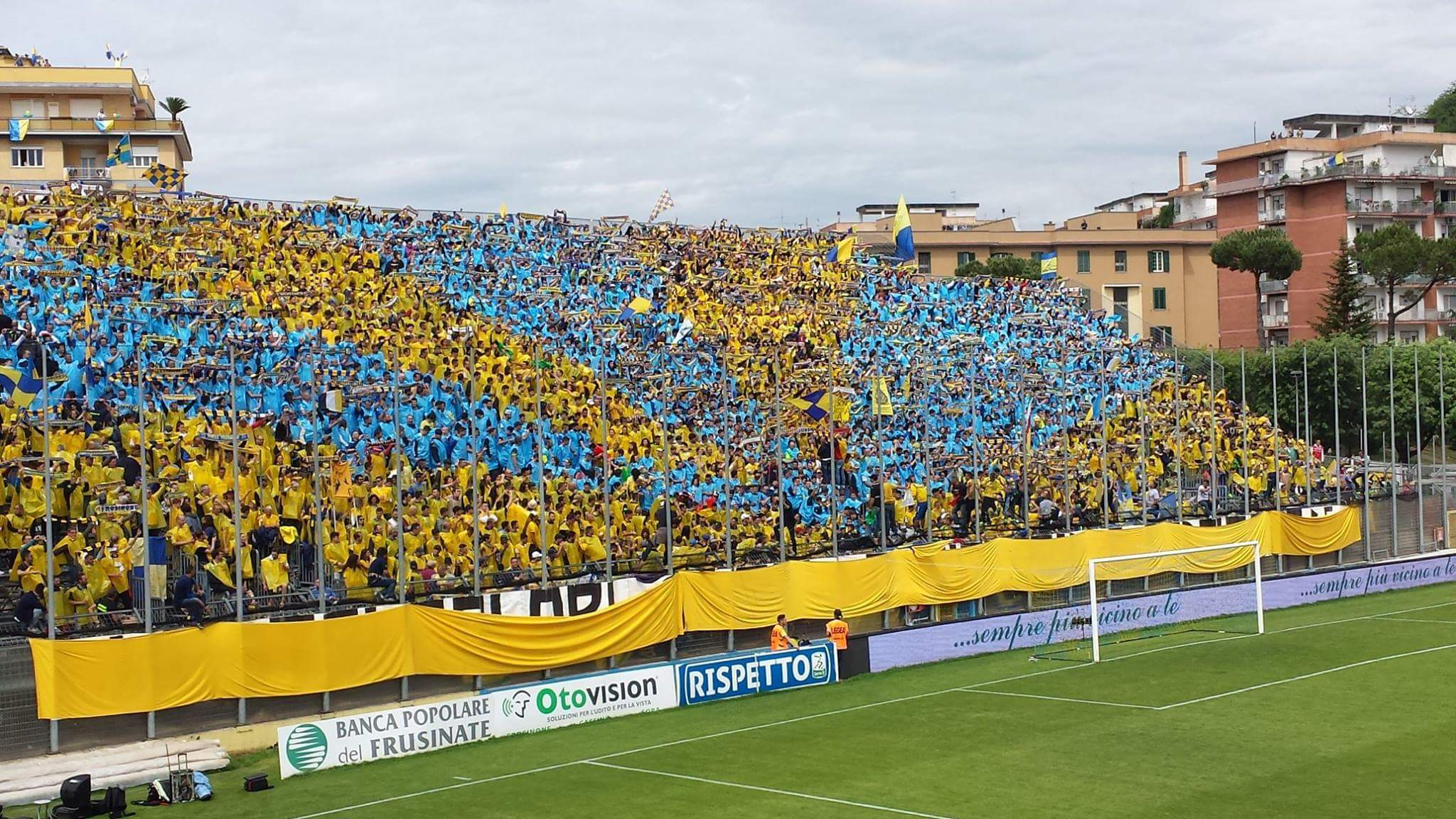
La curva nord gremita in occasione della partita Frosinone-Crotone del 16 maggio 2015: la vittoria per 3-1 dei giallazzurri ne sancì la prima promozione in Serie A

- Tribuna, capace di 980 posti totali[12], era il settore principale (nonché più antico) degli spalti, si suddivideva in tribuna centrale coperta (capace di 480 posti), tribuna laterale nord e sud (250 posti cadauna); accoglieva inoltre 59 postazioni per giornalisti e radiotelecronisti. Era una struttura stabile, in muratura e cemento armato. Al suo interno erano ubicati i locali tecnici principali dell'impianto.
- Distinti, opposti alla tribuna, disponevano di 3220 posti (2900 più ulteriori 320 dalla Serie A 2015-2016 in poi) e anch'essi erano costruiti in muratura.
- Curva nord, capace di 2800 posti, era costruita in tubolari metallici, ed ospitava i gruppi della tifoseria organizzata frusinate.
- Curva sud, settore riservato alla tifoseria ospite e capace di 3000 posti, era a sua volta costruita in materiale ferreo.

Gli spalti, data l'assenza di infrastrutture intermedie (p.es. pista di atletica, velodromo o simili), affacciavano direttamente sui bordi del terreno di gioco, la cui superficie era in erba naturale e misurava 110 × 65 m.  L'illuminazione notturna era garantita da quattro cluster di riflettori alloggiati su altrettanti piloni posti in corrispondenza degli angoli del muro di cinta.

## Incontri di selezioni nazionali
Lo stadio Matusa ha ospitato un incontro amichevole della Nazionale di calcio dell'Italia Under-21.
| Frosinone 14 novembre 2006, ore 21:00 CET Gara amichevole | Italia          | 0 – 0 | Rep. Ceca | Stadio Matusa\| Arbitro: \| Bülent Yildirim \| |
| Arbitro:                                                  | Bülent Yildirim |       |           |                                                |

## Nella cultura di massa
Lo stadio è comparso nello spot trailer del videogioco FIFA 12.